# Zmajevo
Zmajevo (ćir.: Змајево, mađ.: Ókér, njem.:Altker ) je naselje u općini Vrbas u Južnobačkom okrugu u Vojvodini.

## Povijest
Godine 1910. Zmajevo je imalo je 4.414 stanovnika od čega 2.551 Nijemca. Poslije Drugog svjetskog rata, Zmajevo su umjesto deportiranih Nijemaca, naselili doseljenici iz Crne Gore i Srbije.

## Stanovništvo
U naselju Zmajevo živi 4.361 stanovnika, od toga 3.428 punoljetna stanovnika, a prosječna starost stanovništva iznosi 39,2 godina (37,3 kod muškaraca i 41,1 kod žena). U naselju ima 1.378 domaćinstavo, a prosječan broj članova po domaćinstvu je 3,16.
Prema popisu stanovništva iz 1991. godine u naselju je živjelo 4.548 stanovnika.
| Etnički sastav 2002. |            |        |
| Narod                | Stanovnika | %      |
| Srbi                 | 3.177      | 72,85% |
| Crnogorci            | 435        | 9,97%  |
| Mađari               | 306        | 7,01%  |
| Ukrajinci            | 98         | 2,24%  |
| Romi                 | 61         | 1,39%  |
| Jugoslaveni          | 42         | 0,96%  |
| Albanci              | 23         | 0,73%  |
| Hrvati               | 27         | 0,61%  |
| Slovaci              | 26         | 0,59%  |
| Makedonci            | 15         | 0,34%  |
| ostali               | 13         | 0,27%  |
| nepoznato            | 0          | 0,0%   |

| broj stanovnika | 4717  | 4583  | 5212  | 4859  | 4773  | 4548  | 4361  |
|                 | 1948. | 1953. | 1961. | 1971. | 1981. | 1991. | 2001. |

## Galerija
| - Pravoslavna crkva - Katolička crkva - Ljekarna na čijem se mjestu nalazila Evangelička crkva - Evangeličko groblje |

## Vanjske poveznice
- Karte, udaljenonosti, vremenska prognoza  Arhivirana inačica izvorne stranice od 7. svibnja 2009. (Wayback Machine)
- Satelitska snimka naselja